# فرودگاه تک‌بانده لاوا تابیکی
فرودگاه تک‌بانده لاوا تابیکی (به انگلیسی: Lawa Tabiki Airstrip) یک فرودگاه همگانی است . این فرودگاه در کشور سورینام قرار دارد .